# Grobelka (osada leśna)
Grobelka – osada leśna w Polsce położona w województwie wielkopolskim, w powiecie śremskim, w gminie Śrem. W latach 1975–1998 miejscowość administracyjnie należała do województwa poznańskiego.
Miejscowość przez wieki należała do gminy Kaleje i wchodziła w skład majątków klucza mechlińskiego.